# Carl Wiegand
Georg Carl Wiegand (Berlino, 1º agosto 1877 – Roeselare, 17 marzo 1917) è stato un ginnasta tedesco.
Partecipò ai Giochi della II Olimpiade che si svolsero a Parigi nel 1900. Prese parte all'unica gara di ginnastica in programma, in cui giunse settantunesimo.
Anche suo fratello maggiore, Otto, fu ginnastica olimpionico.